# Epiphyllum thomasianum
Epiphyllum thomasianum ist eine Pflanzenart in der Gattung Epiphyllum aus der Familie der Kakteengewächse (Cactaceae). Das Artepitheton thomasianum ehrt den deutschen Kakteenliebhaber Fritz Thomas.

## Beschreibung
Epiphyllum thomasianum wächst buschig aufstrebend und erreicht eine Wuchshöhe von bis zu 4 Metern. Die aufrechten, übergebogenen oder hängenden Haupttriebe sind an der Basis für 30 Zentimeter drehrund, kantig oder geflügelt, darüber abgeflacht. Der abgeflachte Teil ist 20 bis 75 Zentimeter lang und 8 bis 12,5 Zentimeter breit. Die grünen lanzettlich bis elliptischen Seitentriebe erscheinen aus dem unteren Teil der Haupttriebe. Sie erscheinen in 2 bis 6 Reihen, sind an der Basis drehrund, darüber abgeflacht. Ihre Ränder sind gekerbt. Die wolligen Areolen können lange Haare tragen.
Die stielteller- bis trichterförmigen, cremefarbenen Blüten erscheinen aus den abgeflachten Teilen der Seitentriebe und sind 28 bis 34 Zentimeter lang. Die eiförmigen bis länglichen, glatten Früchte sind rot oder mehr oder weniger purpurrot.

## Verbreitung, Systematik und Gefährdung
Epiphyllum thomasianum ist im Süden Mexikos sowie in Guatemala und Nicaragua in Höhenlagen von 1000 bis 2000 Metern verbreitet.
Die Erstbeschreibung als Phyllocactus thomasianus wurde 1895 von Karl Moritz Schumann veröffentlicht. Nathaniel Lord Britton und Joseph Nelson Rose stellten die Art 1913 in die Gattung Epiphyllum. Ein weiteres nomenklatorisches Synonym ist Epiphyllum macropterum var. thomasianum (K.Schum.) Borg (1937).
Es werden folgende Unterarten unterschieden:
- Epiphyllum thomasianum subsp. thomasianum
- Epiphyllum thomasianum subsp. costaricense (F.A.C.Weber) Ralf Bauer

In der Roten Liste gefährdeter Arten der IUCN wird die Art als „Least Concern (LC)“, d. h. als nicht gefährdet geführt.

## Nachweise